# Lefkótopos
Lefkótopos (Lefkotopos) är en ort i Grekland.   Den ligger i prefekturen Nomós Serrón och regionen Mellersta Makedonien, i den nordöstra delen av landet, 300 km norr om huvudstaden Aten. Lefkótopos ligger 75 meter över havet och antalet invånare är 311.
Terrängen runt Lefkótopos är platt åt nordost, men åt sydväst är den kuperad.Runt Lefkótopos är det glesbefolkat, med 19 invånare per kvadratkilometer. Närmaste större samhälle är Nigríta, 12,2 km väster om Lefkótopos. Trakten runt Lefkótopos består till största delen av jordbruksmark.